# Giacomo Lusverg
Giacomo Lusverg (Lusuardi) o Luswergh (Modena, 1636 circa – Roma, 1689) è stato un ottico e scienziato italiano.

## Biografia
Costruttore di strumenti scientifici modenese, Giacomo Lusverg (Jacobus Lusverg secondo la grafia latina usata per firmare lo strumento) visse e operò a Roma dal 1672 al 1689, anno della sua morte. L'abitazione e l'officina erano situate nella Piazza del Collegio Romano dei padri gesuiti, con i quali fu in buoni rapporti. Realizzò strumenti matematici, da disegno e da rilievo topografico, sfere armillari, meridiane, compassi, ellissografi, micrometri filari. Si possono ricordare, in particolare, il micrometro filare che realizzò nel 1677, oggi custodito nel Seminario vescovile di Treviso, e la sfera armillare del 1669 conservata nel Palazzo del Liceo Conti-Gentili di Alatri. 
La sua esperienza sarà poi raccolta dagli eredi, il nipote Domenico (1669-1744) per primo, che opereranno per varie generazioni fino alla seconda metà dell'Ottocento, lasciando traccia del proprio lavoro nei maggiori istituti scientifici romani, come la Specola del Collegio Romano, l'Osservatorio del Campidoglio (poi sede dell'Accademia dei Nuovi Lincei), il Collegio Nazareno dei Padri Scolopi, il Teatro Fisico (in seguito Gabinetto Fisico della Sapienza di Roma).